# Brachythecium calcareum
Brachythecium calcareum är en bladmossart som beskrevs av Kindberg 1895. Brachythecium calcareum ingår i släktet gräsmossor, och familjen Brachytheciaceae. Inga underarter finns listade i Catalogue of Life.